# Paul Tsongas
Paul Efthemios Tsongas, né le 14 février 1941 à Lowell (Massachusetts) et mort dans la même ville le 18 janvier 1997, est une personnalité politique américaine.
Membre du Parti démocrate, il est représentant de janvier 1975 à janvier 1979, puis sénateur du Massachusetts de janvier 1979 à janvier 1985.
Il fut candidat à la primaire démocrate de 1992, battu par Bill Clinton. Sa carrière politique a été abrégée par un cancer.

## Biographie
Il est enterré au cimetière de Lowell au Massachusetts(p128).